# حجر (روستا)
حجر به عربی ( الَحَجَر )، روستایی در دهستان واقی از توابع استان استان صَنعاء در کشور یمن در شبه جزیره عربستان است.

## جمعیت
جمعیت آن (۸۰) نفر (۷ خانوار) می‌باشد.